# Cordulephya bidens
Cordulephya bidens är en trollsländeart som beskrevs av Sjöstedt 1917. Cordulephya bidens ingår i släktet Cordulephya och familjen skimmertrollsländor. IUCN kategoriserar arten globalt som otillräckligt studerad. Inga underarter finns listade i Catalogue of Life.